# Гальвас Генріх Генріхович
Генріх Генріхович Гальвас (14 травня 1853 — 1918) — російський землевласник, член Державної думи III скликання від Таврійської губернії, октябрист.

## Біографія

### До обрання до парламенту
Народився 14 травня 1853 року в сім'ї німецького походження. Сповідував лютеранство, належав до стану поселенців-колоністів (поселенців-власників).
Закінчив чотирикласне російсько-німецьке училище в німецькій колонії Сарата Бессарабської губернії. Після закінчення училища деякий час працював сільським учителем, пізніше, з 1873 по 1889 — сільським писарем. У 1889—1893 роках обіймав посаду сільського старости, у 1894—1897 роках — голови Тотанайського волосного суду Перекопського повіту. У 1891—1897 роках входив до складу опікунської ради Нейзацького центрального училища Сімферопольського повіту.
Був одружений. Займався землеробством, володів земельною ділянкою площею 248 десятин.

### Діяльність у парламенті

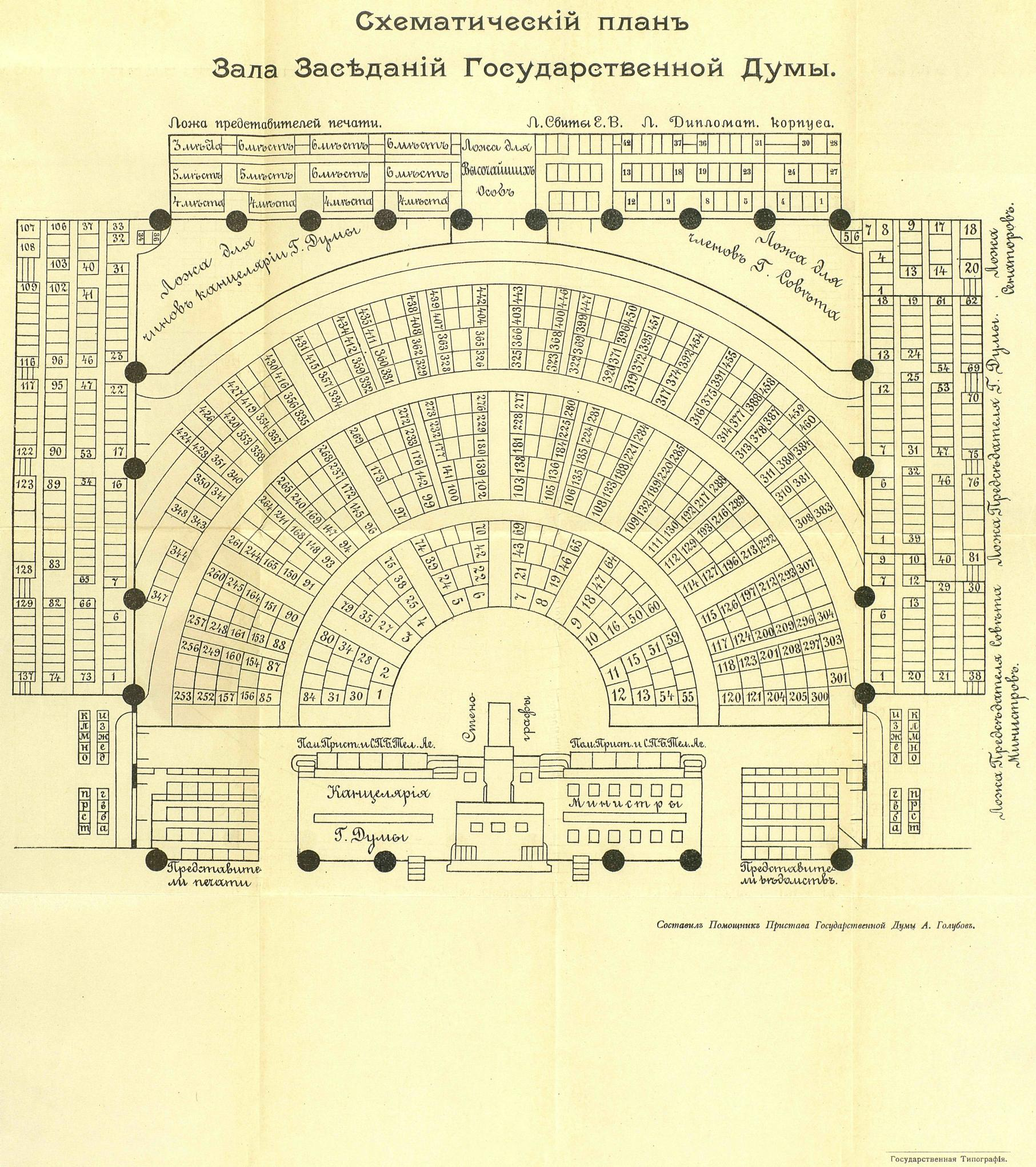
Схематичний план залу засідань Державної думи Російської імперії. За Г. Гальвасом було закріплено крісло № 437.

14 жовтня 1907 року був обраний до Державної думи III скликання від з'їзду уповноважених від волостей Таврійської губернії. У парламенті приєднався до фракції «Союзу 17 жовтня», був членом кількох комісій: з переселенської справи, з віросповідних питань, про торгівлю і промисловість, для розгляду законодавчої пропозиції про впорядкування вивізної хлібної торгівлі за кордон. Підписав законопроєкти: «Про зміну земського виборчого закону», «Про надання вихованцям навчальних закладів Прибалтійського краю права тримати частину іспитів німецькою мовою».
У залі засідань Державної думи у Таврійському палаці за депутатом було закріплено крісло № 437 (див. Схематичний план залу засідань). Під час перебування у Санкт-Петербурзі Гальвас проживав у готелі «Ермітаж» на розі Знам'янської вулиці та Невського проспекту, за межами столиці — у селах Курман-Кемельчі Олександрівської волості та Борлак Тотанайської волості.
Станом на 1910 рік депутат також обіймав посади члена та виконуючого обов’язки голови Перекопської повітової земської управи, а також члена церковної ради в Нейманській парафії.

### Подальша доля
Генріх Гальвас помер 1918 року.